# Ciprian Negoiță
Ciprian George Negoiță (sinh ngày 28 tháng 4 năm 1992) là một cầu thủ bóng đá người România thi đấu ở vị trí tiền vệ cho Mioveni.